# Fatou Samba
Fatou Samba (Dakar, 23 de marzo de 1995), también conocida simplemente como Fatou, es una cantante, rapera y modelo belga-senegalesa. Es miembro y líder del grupo femenino surcoreano Blackswan de DR Music, siendo la primera cantante belga y senegalesa en la industria del K-pop.

## Primeros años
El lugar de nacimiento de Fatou es Senegal. Su familia se mudó a Bélgica cuando ella era una niña, donde vivió hasta mudarse a Corea del Sur. Fatou aprendió varios idiomas europeos: francés, alemán y holandés. Aprendió coreano por su cuenta utilizando Google y los medios coreanos. También habla inglés.

## Carrera
Fue anunciada como la cuarta miembro de la banda Blackswan, dirigida por DR Music. Fatou es la segunda idol afrodescendiente en debutar a través de DR Music, después de Alex.
Hizo su debut con Blackswan con el álbum de estudio Goodbye Rania y la canción principal "Tonight", que se lanzó el 16 de octubre de 2020.